# Dino Land
Dino Land é um videogame simulador de pinball lançado para o Mega Drive. O jogo foi criado pela Wolfteam em 1991. 
O game apresenta mesas de pinball com estilo pré-histórico. Dinossaurinhos inimigos passeiam pela tela, e você pode acertá-los com a bola para ganhar pontos. Você também pode desbloquear novas mesas a fim de jogá-las.